# Luk Chau
Luk Chau är en ö i Hongkong (Kina). Den ligger i den centrala delen av Hongkong. Arean är 0,11 kvadratkilometer.
Terrängen på Luk Chau är platt. Öns högsta punkt är 46 meter över havet. 